# Брама (телесеріал)
«Брама» (або «Ворота», англ. The Gates) — американський надприродний кримінально-драматичний телесеріал, який транслювався на телеканалі ABC з 20 червня по 19 вересня 2010 року. Шоу було скасовано після першого сезону (13 епізодів) через низькі рейтинги.

## Сюжет
Нік Моноган і його родина переїжджають із Чикаго до тихого елітного житлового містечка під назвою Ґейтс («Брама»), де він отримує роботу начальника поліції. Невдовзі новачки розуміють, що громада не схожа на будь-яку іншу: вона складається з таємничих сусідів, які не є тими, ким здаються.

## Актори та персонажі
- Рона Мітра — Клер Редкліфф, дружини Ділана, вампірка
- Френк Ґрілло — Нік Моноган, новий начальник поліції
- Марісоль Ніколс — Сара Моноган, дружина Ніка
- Люк Маблі — Ділан Редкліфф, вампір
- Тревіс Колдвелл — Чарлі Моноган, син Ніка
- Скайлер Семюелс — Енді Бейтс, кохана Чарлі та Бретта, сукуб
- Чандра Вест — Девон Баклі, відьма
- Колтон Гейнс — Бретт Крескі, колишній хлопець Енді, перевертень
- Яніна Гаванкар — Лі Тернер, офіцер поліції, ймовірно «живий мрець», оскільки її серце вирвав колишній хлопець
- Джастін Майлз — Маркус Джордан, офіцер поліції
- Вікторія Габріель Платт — Пег Мюллер, лікарка, відьма, ворог Девон Баклі
- Джорджія Коул — Емелі Редкліфф, дочка Клер і Ділана
- Маккейлі Міллер — Дана Моноган, дочка Ніка
- Джеймс Престон — Лукас Форд, перевертень, лідер зграї підлітків-перевертнів
- Рейчел Діпілло — Лексі Вейд
- Кетрін Винник — Кет Руссо.

## Розробка та виробництво
У січні 2009 року «Брама» була серед багатьох пілотних сценаріїв, які ABC розглядала на сезон 2009—2010 років. Лише в жовтні 2009 року ABC вперше оголосила про розробку серіалу, який є міжнародним спільним виробництвом Fox Television Studios через їхню міжнародну парадигму. Зелене світло для замовлення 13 епізодів залежало від міжнародного фінансування проєкту, що робить серіал більш економічно доцільним як літню заміну.
Кастинг розпочався в січні 2010 року. На початку лютого було оголошено, що Френк Ґрілло зіграє головну роль, а також до акторського складу приєдналися Люк Маблі, Яніна Гаванкар і Чандра Вест. Наприкінці березня 2010 року кастинги включали Марісоль Ніколс і Рону Мітру на головні ролі. Вікторія Платт, Скайлер Семюелс і новачок Джастін Майлз також брали участь у проєкті. Пол Блекторн з'явиться в повторюваній ролі.
Зйомки розпочалися у Шривпорті, штат Луїзіана, 29 березня 2010 року, тривали до серпня 2010 року. Первинні звіти Variety припускали, що серіал могли знімати за кордоном, а в іншому каналі згадувалася Південна Америка. У шоу звучала музика багатьох виконавців, у тому числі автора інді-фолку Квінна Марстона.

## Скасування
Невдовзі після закінчення трансляції першого сезону з'явилися чутки, що другий сезон шоу не повернеться. Ці чутки були додатково підігріті твітами учасника акторського складу Ґрілло про те, що його контракт не збираються продовжувати. У жовтні 2010 року кілька зірок серіалу підтвердили, що серіал справді скасували і другого сезону не буде.

## Епізоди
| Номер серії | Назва                | Режисер         | Сценарист                                        | Дата виходу     | Глядачі США (млн) |
| --- | -------------------- | --------------- | ------------------------------------------------ | --------------- | ----------------- |
| 1 | «Пілот» «Pilot»      | Terry McDonough | Grant Scharbo Richard Hatem                      | 20 червня 2010  | Буде визначено    |
| Сім'я Моноган переїжджає у свій новий дім у «Гейтс», ексклюзивній спільноті ідеально доглянутих газонів і доброзичливих сусідів. Але все ускладнюється, коли Ніку Моногану, новому начальнику поліції, доводиться людей протягом першого ж робочого дня розслідувати справу щодо зниклих сусідів. Клер і Ділан Редкліфф намагаються приховати не лише свою причетність до справи Ніка, а й свою досить незвичну сімейну таємницю. Тим часом Чарлі Моноган намагається звикнути до нової школи, знайшовши подругу в особі красивої, але недоступної Енді Бейтс. Саме тоді, коли його сім'я нарешті облаштовується, світ Ніка сколихнув нічний дзвінок із жахливою новиною.                                          |                      |                 |                                                  |                 |                   |
| 2 | «What Lies Beneath»  | David Barrett   | Grant Scharbo Richard Hatem                      | 27 червня 2010  | Буде визначено    |
| Нік розслідує смерть попереднього начальника поліції, стурбований тим, що він починає дізнаватися про Браму. Клер Редкліфф бореться з наслідками свого нещодавнього злочину, намагаючись залишити минуле позаду. У школі Енді намагається розібратися у своїх розквітлих почуттях до Чарлі. А Бретт наполегливо працює, щоб продовжувати зустрічатися з Енді, одночасно відбиваючись від спокусливої пропозиції Лукаса. |                      |                 |                                                  |                 |                   |
| 3 | «Breach»             | Terry McDonough | Grant Scharbo Richard Hatem                      | 11 липня 2010   | Буде визначено    |
| У МакКалістерів сталося пограбування, що поклало початок серії подібних таємничих пограбувань у всьому місті. Тим часом Бретт робить усе можливе, щоб відновити стосунки з Енді, хоча її все ще тягне до Чарлі; Лукас заохочує Бретта приєднатися до зграї та трохи випустити пар; Лі не при собі, коли вона втрачає важливий пакет і, можливо, свій зв'язок із Маркусом; і Клер знову зустрічається зі старим другом, який ставить під сумнів її перетворення на скромну домогосподарку. |                      |                 |                                                  |                 |                   |
| 4 | «The Monster Within» | Paul A. Edwards | Grant Scharbo Richard Hatem Gabrielle G. Stanton | 18 липня 2010   | Буде визначено    |
| Несанкціоновані нічні вибіги зграї на вулицю призводять до смерті місцевого мисливця Стена Паттерсона, який застрелив Чарлі. Шериф Нік Моноган і його вірний заступник ведуть розслідування, але труп був вчасно вивезений тренером, який звинувачує і дискваліфікує Бретта Крескі. Шериф зізнається своїй дружині, яка досі приховує присутність колишнього Крістіана Гарпера, що йому довелося покинути Чикаго після фактично незаконної страти підозрюваного в серійних зґвалтуваннях і вбивствах. Томас Бейтс наполягає на тому, щоб супроводжувати свою доньку на бал, перш ніж розкрити вплив її спадщини сукубів, яку наразі видає за «хворобу поцілунків».                                                 |                      |                 |                                                  |                 |                   |
| 5 | «Repercussions»      | David Solomon   | Grant Scharbo Scott Nimerfro                     | 25 липня 2010   | Буде визначено    |
| Офіцер Маркус Джордан витримує опозицію начальника Ніка Моногана щодо розслідування зникнення Терези на танцях. Маркус навіть з'ясовує його справжню чиказьку особистість, особистість і мотив, щоб переслідувати вождя. Вампір Ділан Редкліфф убив її, щоб врятувати вождя, сховав труп і вимагає співпраці, щоб приховати. Поки Чарлі одужує від «хвороби поцілунків», кохана Енді Бейтс не вагається, чи впоратися зі своєю спадщиною сукуба, як благає її «нормальний» батько. Френк Баклі проводить у своєму особняку святкову інсталяцію вождя, але його власні секрети не в безпеці навіть у його сховищі для колишнього Девон.                                                                             |                      |                 |                                                  |                 |                   |
| 6 | «Jurisdiction»       | David Grossman  | Grant Scharbo Jared Romero                       | 1 серпня 2010   | Буде визначено    |
| Ділан Редкліфф є головним підозрюваним начальника Ніка Моногана в убивстві вампіра в Брамі, але надає переконливі докази своєї невинуватості, яких все ще недостатньо, щоб залишити справу в руках істоти, тому вони співпрацюють на дуже напружених умовах. Крістіана Гарпера не відкине перелюбниця Сара. Енді та її близькі з трудом дізнаються, наскільки свіжий сукуб потребує ліків. Сара спантеличена суперництвом двох жіночих фракцій, яке поширюється на збір коштів для однієї благодійної організації, і шукає порозуміння з Девон. Нік думає про звільнення, тому запитує про роботу у Флориді. Мер Френк Баклі використовує свої відеодокази.                                                        |                      |                 |                                                  |                 |                   |
| 7 | «Digging the Dirt»   | Fred Gerber     | Grant Scharbo Robert Hewitt Wolfe                | 8 серпня 2010   | Буде визначено    |
| Помітивши, що їх шантажує Френк Баклі, Нік і Ділан збираються розкопати про нього не менш жахливу таємницю; Сара влаштовує вечірку біля басейну для сусідських жінок, але соціальна політика загрожує її зіпсувати; у школі Ґейтс ані Бретт, ані Чарлі не хочуть відмовлятися від завоювання прихильності Енді; і Девон намагається знайомитися в інтернеті, але її мотиви зовсім не романтичні. |                      |                 |                                                  |                 |                   |
| 8 | «Dog Eat Dog»        | David Barrett   | Grant Scharbo Richard Hatem Gabrielle G. Stanton | 15 серпня 2010  | Буде визначено    |
| Після того, як його батько Саймон Форт зазнав жорстокого нападу та був залишений мертвим, Лукас зазнає психічного розладу і готовий залишити керівництво зграєю Бретту, який замість цього зосереджується на Енді, готовий, на відміну від неї, випробувати на себе ризики коханця-сукуба під новими ліками. Тепер Нік дізнається про спільноту перевертнів і її тліюче суперництво з вампірами, яке перетворить місто на кровопролиття, якщо вбивцею буде вампір. Зрештою він з'ясовує, що непопулярний Саймон, у якого були вороги в обох громадах, також занадто часто ображав свою сім'ю. Крістіан змушує «суперника» Ділана зіткнутися з невірністю його дружини, хоч і в минулому, але платить жахливу ціну. |                      |                 |                                                  |                 |                   |
| 9 | «Identity Crisis»    | Steve Miner     | Grant Scharbo Richard Hatem Scott Nimerfro       | 22 серпня 2010  | Буде визначено    |
| Агент ФБР Кет Руссо прибуває до дільниці Ніка у пошуках злочинця, який, можливо, знайшов притулок у Ґейтс. Але чим глибше Руссо копає, тим ближче вона наближається до розкриття темних таємниць спільноти, і Нік виявляє, що йому потрібно збалансувати вимоги Бюро зі збереженням гармонії в Брамі. В іншому місці «голод» Енді слабшає з кожним днем, і Бретт готовий зробити все можливе, щоб вона наситилася. Відновлюючись після нещодавнього розриву, Чарлі виявляє, що несподівано знову закоханий. За спиною своєї матері Мія шукає опіки Девона на шляху Ремесла. Нарешті, все ще не втомлюючись від зради Крістіана, Ділан і Клер намагаються відновити свій зв'язок                                    |                      |                 |                                                  |                 |                   |
| 10 | «Little Girl Lost»   | Steve Shill     | Grant Scharbo Richard Hatem Robert Hewitt Wolfe  | 5 вересня 2010  | Буде визначено    |
| Конкуруючи за Чарлі, Лексі дізнається від Бретта, що Енді — сукуб, але спроба використати цю інформацію лише руйнує стосунки. Крістіан не тільки пережив сонце, він викрадає Емілі Ділана, човни навколо неї, а коли його прикують, йому вдається змусити шерифа, який погодився спостерігати, дізнатися, що дружина Ділана вбила недбалих батьків дитини, і жоден з них не припинив скоювати насильницькі злочини, але є єдиний замовлений за містом. |                      |                 |                                                  |                 |                   |
| 11 | «Surfacing»          | Holly Dale      | Grant Scharbo Richard Hatem                      | 12 вересня 2010 | Буде визначено    |
| Шерифа Ніка переслідує Тереза, мстивий привид чоловіка, якого йому довелося застрелити в Чикаго. Гірше того, тепер вона тілесно нападає на його сім'ю, ледь не втопивши безглуздого Чарлі, який уже настільки вражений своїм розривом з Енді, що його сестра починає виступати посередником. Ділан і Клер просто почувалися комфортно, запрошуючи Емілі розпитати їх про її усиновлення, коли її тітка Ненсі запрошує себе та соціального працівника поставити родину Редкліфів на нескінченні запитання. |                      |                 |                                                  |                 |                   |
| 12 | «Bad Moon Rising»    | Arthur Albert   | Grant Scharbo Richard Hatem Jared Romero         | 19 вересня 2010 | Буде визначено    |
| На превеликий жах мера Френка Баклі, заняття коханням убивають його дружину Ванессу. Ділан з'ясовує, що її отруїли майстерним зіллям, що містить кров вампіра, фактично отриману шантажем від його дружини, потенційно іскру для початку війни з перевертнями. Подружжя Редкліфів розглядає можливість переїзду після того, як над його домом нависла жахлива загроза смерті. Девон знайшов винного, але втік. Діти ладнають, незважаючи на напруженість щодо ліків Енді для боротьби з сукубами. |                      |                 |                                                  |                 |                   |
| 13 | «Moving Day»         | Fred Gerber     | Grant Scharbo Gabrielle G. Stanton               | 19 вересня 2010 | Буде визначено    |
| Шериф йде у відставку, щоб перевезти свою родину, але не пояснює це дітям. Не бажаючи залишати Енді, Чарлі тікає з нею, але у неї закінчуються ліки, оскільки ревнивий Бретт розбавив їх у заціпенінні, тож сукуб під час сексу витягує майже всю життєву силу. Лише чорна магія Девон може врятувати Чарлі, але Ділан сумнівається, чи зможе він достатньо довго затримати вечірку самосуду Бена МакКалістера. Офіцер Маркус Джордан нарешті розгадує правду про колегу Лі та «Ґейтс» загалом. |                      |                 |                                                  |                 |                   |